# Старосиндровское сельское поселение
Старосиндровское сельское поселение — муниципальное образование в Краснослободском районе Мордовии.
Административный центр — село Старое Синдрово.

## История
Образовано в 2005 году в границах сельсовета.
Законом от 27 ноября 2008 года, были упразднены Каймарское сельское поселение (сельсовет), а входившие в его состав населённые пункты были включены в Старосиндровское сельское поселение (сельсовет).
Законом от 18 октября 2010 года, было упразднено Долговерясское сельское поселение (сельсовет), а входившие в его состав населённые пункты были включены в Старосиндровское сельское поселение (сельсовет).
В 2011 году была упразднена деревня Новые Буты, входившая в состав сельского поселения.

## Население
| 2002  | 2010  | 2012  | 2013  | 2014  | 2015  | 2016  |
| ----- | ----- | ----- | ----- | ----- | ----- | ----- |
| 1360  | ↘1176 | ↗1267 | ↘1210 | ↘1175 | ↘1130 | ↘1094 |
| 2017  | 2018  | 2019  | 2020  | 2021  |       |       |
| ↘1055 | ↘1013 | ↘970  | ↘945  | ↗950  |       |       |

## Населённые пункты
В состав сельского поселения входят 10 населённых пунктов:
| №  | Населённый пункт | Тип населённого пункта | Население |
| -- | ---------------- | ---------------------- | --------- |
| 1  | Большевик        | посёлок                | ↘12       |
| 2  | Демина Поляна    | село                   |           |
| 3  | Долговерясы      | село                   |           |
| 4  | Каймар           | село                   | ↘65       |
| 5  | Мироновка        | деревня                |           |
| 6  | Новая Саловка    | деревня                | ↘5        |
| 7  | Новое Заберезово | деревня                |           |
| 8  | Приволье         | посёлок                | ↘21       |
| 9  | Старое Синдрово  | село                   | ↘1066     |
| 10 | Старые Буты      | деревня                | ↘7        |